# Lee S. Dreyfus
Lee Sherman Dreyfus (* 20. Juni 1926 in Milwaukee, Wisconsin; † 2. Januar 2008 in Waukesha, Wisconsin) war ein US-amerikanischer Politiker der Republikanischen Partei und von 1979 bis 1983 der 40. Gouverneur des Bundesstaates Wisconsin.

## Frühe Jahre und beruflicher Aufstieg
Lee Dreyfus besuchte die Washington High School in Milwaukee. Danach trat er in die US Navy ein, wo er sich mit der Elektronik befasste. Er war auch für Reparaturen an Radaranlagen zuständig. Während des Zweiten Weltkrieges blieb er in der Marine und war im Pazifik eingesetzt. Nach dem Krieg setzte er seine Ausbildung an der University of Wisconsin in Madison fort. Hier studierte er bis 1957 das Kommunikationswesen.
Nach dem Ende seiner Studienzeit wurde Dreyfus an der Wayne State University in Detroit Manager des dortigen Radiosenders und half beim Aufbau einer eigenen Fakultät für Kommunikation an dieser Universität. Im Jahr 1962 kehrte er nach Madison zurück und wurde Manager einer Fernsehanstalt. Außerdem erhielt er eine Professur für Rhetorik und Medienpräsenz (Professor of Speech and Broadcasting). Später wurde er Dekan der University of Wisconsin in Stevens Point.

## Politische Laufbahn
Ursprünglich war Dreyfus Mitglied der Demokratischen Partei. Aus Unzufriedenheit mit deren Politik wechselte er 1978 zu den Republikanern. Im selben Jahr bewarb er sich als Kandidat seiner neuen Partei für das Amt des Gouverneurs von Wisconsin. Seine Kandidatur war innerhalb der Partei nicht unumstritten und die Parteiführer setzten auf einen anderen Kandidaten. Dreyfus schaffte es aber durch einen klugen Vorwahlkampf und mit Hilfe der Medien, die Vorwahlen gegen seinen Konkurrenten Bob Kasten für sich zu entscheiden. Danach gelang es ihm auch, den demokratischen Amtsinhaber Martin J. Schreiber bei den eigentlichen Wahlen zu schlagen.
Dreyfus trat seine vierjährige Amtszeit am 1. Januar 1979 an. In dieser Zeit senkte er die Steuern und reformierte die Verwaltung. Im Jahr 1982 war Dreyfus der erste Gouverneur eines US-Bundesstaates, der Homosexuelle vor Diskriminierungen per Gesetz schützte. Bald zeigten sich die negativen Auswirkungen seiner Steuersenkungen. Das Haushaltsdefizit wuchs an und die Inflations- und Arbeitslosenquote stieg wieder an. Im Jahr 1982 betrug das Haushaltsdefizit eine Milliarde Dollar und die Arbeitslosenquote lag bei 12 %. Wohl auch aus diesem Grund verzichtete Dreyfus im Jahr 1982 auf eine erneute Kandidatur. Zu seinem Nachfolger wurde Tony Earl gewählt.

## Weiterer Lebenslauf
Zwischen 1983 und 1984 arbeitete er in leitender Funktion bei einer Versicherungsgesellschaft in Stevens Point. 1985 gründete er eine Beratungsunternehmen und veröffentlichte zwischen 1990 und 2007 auch Artikel in einer Wochenzeitschrift. Lee Dreyfus starb im Januar 2008. Zusammen mit seiner Frau Joyce hatte er zwei Kinder.